# Монтгомери (округ, Нью-Йорк)
Округ Монтгомери (англ. Montgomery County) — округ штата Нью-Йорк, США. Население округа на 2000 год составляло 49708 человек. Административный центр округа — деревня Фонда.

## История
Округ Монтгомери основан в 1772 году. Источник образования округа Монтгомери: округ Олбани.

## География
Округ занимает площадь 1061,9 км2.

## Демография
Согласно переписи населения 2000 года, в округе Монтгомери проживало 49708 человек. По оценке Бюро переписи населения США, к 2009 году население уменьшилось на 2.2%, до 48616 человек. Плотность населения составляла 45.8 человек на квадратный километр.